# محاك
المُحاكِي هو اسمٌ يُطلق على عدَّة أنواع من الطيور المُنتمية لفصيلة العصفوريَّات (الجواثم) قاطنة العالم الجديد. أكثر ما تشتهر به هذه الطيور هو تقليدها لأصوات أنواع أخرى، بل طوائف أخرى من الحيوانات، مثل الحشرات والبرمائيات، بصوتٍ مُرتفع وبنغمةٍ مُتكررة في الغالب.
أنواع المُحاكي السبعة عشر على ثلاثة طوائف، ولا يبدو أنَّها تُشكِّل نسبًا أحادي العرق، فجنس المُحاكيات النمطيَّة (Mimus) والمُحاكيات الحديثة (Nesomimus) شديدة الارتباط ببعضها البعض، ومؤخرًا دمجها اتحاد الطيور الأمريكي في جنسٍ واحد، أمَّا أقرب أقاربها الباقية يظهر أنها بعض الدرَّاسات، مثل درَّاس القويسة. جنس Melanotis أكثر تمييزًا من الجنسين الباقيين، ويظهر أنه يُمثِّل جنسًا قاعديًّا عتيقًا من فصيلة المُحاكيات.
لعلَّ أشهر الأنواع هو المحاكي الشمالي، وهو المُمثل الوحيد للمحاكيات شمال خط الاستواء. من أبرز أسباب تفوّق المُحاكيات على غيرها من الطيور في التغريد هو استعمالها أغلب عضلات الحنجرة عند غنائها، على العكس من معظم العصفوريَّات، وأكثر بكثير من الطيور اللاعصفوريَّة من شاكلة الجوارح والطيور المائيَّة. وقد اقترح بعض العلماء أنَّ مزيدًا من المادة الرمادية في دماغ هذه الطيور مُخصص لحفظ التغريدات الخاصة بأنواعٍ أخرى. أيضًا يُفترض أنَّ هذا التقليد الصوتي مثيرٌ للشهوة الجنسية عند المُحاكيات، تلجأ إليه الذكور لإغراء الإناث واجتذابها إليها.

## التصنيف

### الأجناس
تُقسم المُحاكيات إلى ثلاثة أجناس مُستقلَّة هي: المُحاكيات سوداء الأذن Melanotis، والمُحاكيات النمطيَّة Mimus، والمُحاكيات الحديثة Nesomimus.

### الأنواع
| - المحاكي بني الظهر، Mimus dorsalis - محاكي الباهاما، Mimus gundlachii - المحاكي طويل الذيل، Mimus longicaudatus - المحاكي الپاتاغوني، Mimus patagonicus - المحاكي التشيلي، Mimus thenca - المحاكي أبيض الشريط، Mimus triurus - المحاكي الشمالي، Mimus polyglottos - محاكي سوكورو، Mimus graysoni | - المحاكي الاستوائي، Mimus gilvus - المحاكي طبشوري الحاجب، Mimus saturninus - محاكي القلنسوة، Mimus macdonaldi - محاكي الغالاپاغوس، Mimus parvulus - محاكي فلوريانا أو محاكي تشارلز، Mimus trifasciatus - محاكي سان كريستوبال، Mimus melanotis - المحاكي الأزرق، Melanotis caerulescens - المحاكي الأزرق والأبيض، Melanotis hypoleucus |

## الوصف

### الكِسوة

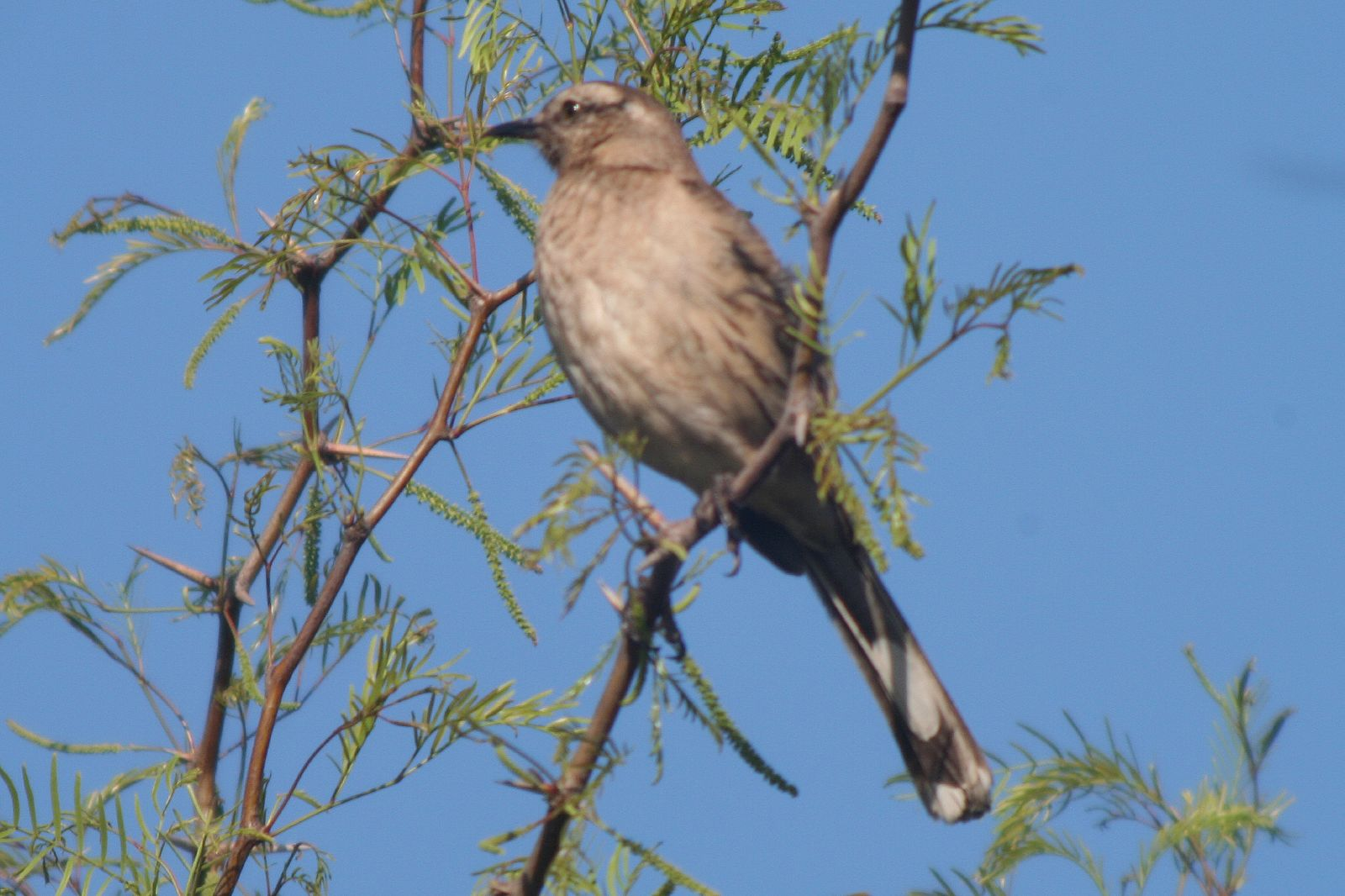
المحاكي التشيلي.

تميل أغلب المُحاكيات لأن تكون رماديَّة وبُنيَّة كامِدة، وقليلٌ منها أسود أو أردوازي، وتتميز بقزحيَّات حمراء أو صفراء أو بيضاء. كثيرٌ من المُحاكيات يتمتع بنمطٍ ريشي شبيه بنمط ريش السُمّان: فتكون بُنيَّة على القسم العلوي من جسدها، وباهتة بتقليمات أو رقط على القسم السفلي.

### القدّ
يتراوح طول المُحاكيات من 20 إلى 33 سنتيمتر، وزنتها من 36 إلى 56 غرامًا. تميل ذيلولها لأن تكون أطول من ذيول السمَّان (أو كِبار النمنمات التي تُشابهها أيضًا)، وكذلك حال مناقيرها المعقوفة إلى الأسفل عند كثيرٍ من الأنواع. القوائم قصيرة ومتينة (بين العصفوريَّات)، تساعد الكثير من الأنواع على القفز بين أوراق الأشجار اليابسة والتنقيب بينها بحثًا عن اللافقاريَّات والفاكهة التي تقتات عليها. ومن الجدير بالذِكر أن الرَّعشن البُني هو أكثر الأنواع غرابةً في البحث عن الطعام، إذ يتدلَّى من جذوع الأشجار بحثًا عن الحشرات وغيرها من اللافقاريَّات.

### التفريخ
جميع الأنواع تُشيِّدُ عشًّا فوضويّ التصميم من الغُصينات الغليظة بين النَّبت الكثيف، وأغلبها ينتقي النباتات الأرضيَّة ليُفرخ بينها، أو على ارتفاع مترين لا أكثر. يتراوح عدد البيض في الحضنة بين 2 و5 بيضات تفقسُ بعد حوالي 12 أو 13 يومًا من الحضن، وهي ذات المدة التي تقضيها الفراخ في العش. يبدأ التفريخ عادةً خلال الربيع، أو مُبكرًا خلال موسم الأمطار، وكثيرٌ من الأنواع يُنتج فقستين أو أكثر في السنة. أغلب الفراخ التي لا تصل مرحلة التريُّش تقع ضحيَّة الضواري. غالبًا ما يبقى الزوجان مع بعضهما لأكثر من موسم تفريخٍ واحد.

## داروين والمُحاكيات
عندما رست السفينة HMS بيگل في جزر الغالاپاغوس أثناء رحلتها الاستكشافيَّة من سبتمبر حتى أكتوبر من عام 1835، لاحظ عالم الطبيعة البريطاني تشارلز داروين الذي كان على متنها أنَّ هُناك اختلاف بين جمهرات المُحاكيات قاطنة الجزر المُختلفة، وأنها قريبةٌ جدًا في شكلها من شكل أنسبائها قاطنة البرّ الرئيسي بأمريكا الجنوبية. وبعد حوالي عام، وخلال رحلة العودة إلى بريطانيا، أشار داروين في كتاباته إلى ما لاحظه، وتكهن أنَّ هذا بالإضافة إلى ما أُخبر عن سلاحف الغالاپاغوس العملاقة من شأنه أن يقوّض التعاليم القائلة باستقرار الأنواع على ماهي عليه طيلة الأزمان. كان هذا أوَّل ما ذكره داروين عن شكِّه في أنَّ الأنواع تبقى كما هي ولا تتغيَّر مع مرور الوقت حتى تصبح أنواعًا أخرى مُختلفة، وقدّ أدى اعتقاده هذا إلى ظهور فكرة تحويل الأنواع، ومن ثمَّ نظريَّة التطور.

## وصلات خارجية
- ڤيديوهات وصور وتسجيلات صوتيَّة للمُحاكيات من موقع مجموعة الطيور على شبكة الإنترنت.